# ملعب خليج فارس
ملعب خليج فارس (بالفارسية: ورزشگاه خلیج فارس) هو ملعب كرة قدم يقع في بندر عباس، هرمزغان، إيران. أفتتح في عام 2010 بسعة 10 ألف متفرج، ويعتبر المقر الرئيسي لنادي ألومينيوم هرمزغان.